# Viramgam
Viramgam é uma cidade e um município no distrito de Ahmadabad, no estado indiano de Gujarat.

## Geografia
Viramgam está localizada a 23° 07′ N, 72° 02′ L. Tem uma altitude média de 32 metros (104 pés).

## Demografia
Segundo o censo de 2001, Viramgam tinha uma população de 53 095 habitantes. Os indivíduos do sexo masculino constituem 52% da população e os do sexo feminino 48%. Viramgam tem uma taxa de literacia de 70%, superior à média nacional de 59,5%: a literacia no sexo masculino é de 77% e no sexo feminino é de 62%. Em Viramgam, 12% da população está abaixo dos 6 anos de idade.